# Starless and Bible Black
Starless and Bible Black ist ein 1974 erschienenes Album der Progressive-Rock-Band King Crimson.

## Entstehung
King Crimson, die sich seit ihrer Gründung im Jahr 1969 einen Ruf als hervorragende Liveband erworben hatten, begannen 1973 mit dem Album Larks’ Tongues in Aspic den Musikstil ihrer Liveauftritte auch auf ihre Studioalben zu übertragen. Das nachfolgende Album Starless and Bible Black ist größtenteils während einiger Liveauftritte Ende 1973 entstanden. Die Titel Trio, Fracture, We’ll Let You Know, The Mincer sowie das Titelstück waren Konzertmitschnitte, die im Studio nachbearbeitet wurden, was dem Album den Charakter einer Liveatmosphäre verlieh. Lediglich die ersten beiden Titel, The Great Deceiver und Lament, sind ausschließlich im Studio eingespielt worden. Anfang 1974 war Robert Fripp das letzte verbliebene Gründungsmitglied der Gruppe.

## Musikalischer Hintergrund und Rezeption
Aufgrund der konzertanten Herkunft der meisten Aufnahmen und die für King Crimson typischen zahlreichen Improvisationen während der Konzerte wird Starless and Bible Black vielfach als experimentellstes Album dieser Phase angesehen. Vor allem zahlreiche Wechsel der Tempi und dynamische Gitarrenriffs charakterisieren das Album. Der Titel „Starless and Bible Black“ entstammt Dylan Thomas’ Hörspiel Under Milk Wood und wurde auch für Starless, das fünfte Stück auf dem folgenden King-Crimson-Album Red, verwendet. Das Konzert, dem die Titel Trio, Fracture und Starless and Bible Black entnommen wurden, fand am 23. November 1973 im Concertgebouw in Amsterdam statt und wurde 1997 unter dem Namen The Nightwatch vollständig veröffentlicht.

## Liste der Stücke
1. The Great Deceiver – 4:02 (Text und Musik: Wetton, Fripp, Palmer-James)
2. Lament – 4:00 (Wetton, Fripp, Palmer-James)
3. We’ll Let You Know – 3:46 (David Cross, Fripp, Wetton, Bruford)
4. The Night Watch – 4:37 (Wetton, Fripp, Palmer-James)
5. Trio – 5:41 (Cross, Fripp, Wetton, Bruford)
6. The Mincer – 4:10 (Cross, Fripp, Wetton, Bruford, Palmer-James)
7. Starless and Bible Black – 9:11 (Cross, Fripp, Wetton, Bruford)
8. Fracture – 11:14 (Fripp)